# Gotthold Dziewas
Gotthold Dziewas (* 22. Februar 1900 in Kosrochen; † 6. Juni 1940 bei Hattencourt) war ein deutscher politischer Funktionär und SA-Führer, zuletzt im Rang eines SA-Brigadeführers.

## Leben und Wirken
Nach dem Schulbesuch nahm Dziewas als Freiwilliger am Ersten Weltkrieg teil, in dem er fünfmal verwundet und mit dem Eisernen Kreuz beider Klassen sowie dem Goldenen Verwundetenabzeichen ausgezeichnet wurde. Bei Kriegsende schied er als Leutnant aus. Anschließend schloss er sich verschiedenen Freikorps (Schützenregiment Baltenland, Freiwillige Sturmabteilung Thorn, 3. Marine-Brigade) an, mit denen er sich an den Grenzkämpfen der Nachkriegszeit in Oberschlesien und im Baltikum beteiligte.
In den 1920er Jahren engagierte Dziewas sich in verschiedenen rechtsradikalen Geheimbünden und Organisationen wie der Organisation Escherich und der Organisation Consul. Im Jahr 1921 trat er erstmals in die NSDAP ein. Zum 1. August 1930 schloss er sich der neu gegründeten Partei erneut an (Mitgliedsnummer 278.690). Außerdem wurde er Mitglied der SA. Seinen höchsten SA-Rang erreichte er am 20. April 1934 mit der Beförderung zum Brigadeführer.
Im September 1933 wurde Dziewas zum Stabsführer der SA-Gruppe Ostland in Königsberg ernannt. 1935 wechselte er, ebenfalls als Stabsführer, zur SA-Gruppe Hochland nach München. Diese Stellung behielt er bis 1938 bei. Fortan war er der Gruppe Hochland z. b. V. zugeteilt.
Danach wurde Dziewas im Juni 1938 Adjutant des bayerischen Gauleiters Adolf Wagner im Bayerischen Innenministerium und als solcher einer der wichtigsten Mitarbeiter in der Bayerischen Staatsregierung. In erster Linie organisierte Dziewas als besonderer Vertrauensmann Wagners die Arisierungsmaßnahmen in Bayern, d. h. die Enteignung oder massiv übervorteilende Übernahme von jüdischem Besitz durch den Staat oder staatsnahe Personen und Körperschaften. Im Hinblick darauf übernahm Dziewas 1939 in Personalunion die Ämter eines „Treuhänders gemäß Beschluss der Regierung Oberbayern“ (seine Dienststelle wurde allgemein unter der Kurzbezeichnung „Arisierungsstelle“ bekannt) und eines Beauftragten des Gauleiters für Arisierung. Ein Beispiel für seine Aktivität auf diesem Gebiet war die Sanierung der Vermögensverwertung München. 
Daneben amtierte Dziewas auch als Führer der Bergwacht und Landesführer VII des Roten Kreuzes. 1938 heiratete Dziewas Hilde Königsbauer, wobei Wagner als Trauzeuge auftrat.
Kurz nach Ausbruch des Zweiten Weltkriegs trat Dziewas im September 1939 als Leutnant der Reserve in ein Panzerschützenregiment ein. Er nahm noch an den letzten Tagen des Überfalls auf Polen aktiv teil. Im folgenden Jahr nahm er am Frankreichfeldzug teil, in dessen Verlauf er während der Durchbruchskämpfe an der Weygand-Linie getötet wurde.